# Marash Kumbulla
Marash Kumbulla (Peschiera del Garda, Véneto, 8 de febrero de 2000) es un futbolista italiano, nacionalizado albanés, que juega en la demarcación de defensa para el R. C. D. Mallorca de la Primera División de España.

## Selección nacional
Tras jugar con la selección de fútbol sub-17 de Albania, la sub-19 y la sub-21 finalmente hizo su debut con la selección absoluta el 14 de octubre de 2019 en un partido de clasificación para la Eurocopa 2020 contra Moldavia. El partido acabó con un resultado de 0-4 a favor del combinado albanés tras los goles de Sokol Cikalleshi, Keidi Bare, Lorenc Trashi y de Rey Manaj.

### Participaciones en Eurocopas
| Copa          | Sede     | Resultado    | Partidos | Goles |
| ------------- | -------- | ------------ | -------- | ----- |
| Eurocopa 2024 | Alemania | Primera fase | 0        | 0     |

## Estadísticas

### Clubes
| Club | Div.          | Temporada     | Liga  | Liga  | Copas nacionales(1) | Copas nacionales(1) | Copas internacionales(2) | Copas internacionales(2) | Total | Total |
| Club | Div.          | Temporada     | Part. | Goles | Part.               | Goles               | Part.                    | Goles                    | Part. | Goles |
| --- | ------------- | ------------- | ----- | ----- | ------------------- | ------------------- | ------------------------ | ------------------------ | ----- | ----- |
| Hellas Verona · Italia | 2.ª           | 2018-19       | 1     | 0     | 1                   | 0                   | —                        | —                        | 2     | 0     |
| Hellas Verona · Italia | 1.ª           | 2019-20       | 25    | 1     | 1                   | 0                   | —                        | —                        | 26    | 1     |
| Hellas Verona · Italia | Total club    | Total club    | 26    | 1     | 2                   | 0                   | 0                        | 0                        | 28    | 1     |
| A. S. Roma · Italia | 1.ª           | 2020-21       | 21    | 1     | 1                   | 0                   | 6                        | 1                        | 28    | 2     |
| A. S. Roma · Italia | 1.ª           | 2021-22       | 17    | 0     | 2                   | 1                   | 9                        | 0                        | 28    | 1     |
| A. S. Roma · Italia | 1.ª           | 2022-23       | 7     | 0     | 2                   | 0                   | 3                        | 1                        | 12    | 1     |
| A. S. Roma · Italia | 1.ª           | 2023-24       | 0     | 0     | 0                   | 0                   | 0                        | 0                        | 0     | 0     |
| A. S. Roma · Italia | Total club    | Total club    | 45    | 1     | 5                   | 1                   | 18                       | 2                        | 68    | 4     |
| U. S. Sassuolo Calcio · Italia | 1.ª           | 2023-24       | 7     | 0     | —                   | —                   | —                        | —                        | 7     | 0     |
| U. S. Sassuolo Calcio · Italia | Total club    | Total club    | 7     | 0     | 0                   | 0                   | 0                        | 0                        | 7     | 0     |
| R. C. D. Espanyol · España | 1.ª           | 2024-25       | 35    | 3     | 1                   | 0                   | —                        | —                        | 36    | 3     |
| R. C. D. Espanyol · España | Total club    | Total club    | 35    | 3     | 1                   | 0                   | 0                        | 0                        | 36    | 3     |
| R. C. D. Mallorca · España | 1.ª           | 2025-26       | 0     | 0     | 0                   | 0                   | 0                        | 0                        | 0     | 0     |
| R. C. D. Mallorca · España | Total club    | Total club    | 0     | 0     | 0                   | 0                   | 0                        | 0                        | 0     | 0     |
| Total carrera | Total carrera | Total carrera | 113   | 5     | 8                   | 1                   | 18                       | 2                        | 139   | 8     |
| (1) Incluye datos de la Copa de Italia y Copa del Rey. (2) Incluye datos de la Liga Europa de la UEFA y Liga Europa Conferencia de la UEFA. |               |               |       |       |                     |                     |                          |                          |       |       |

### Selección nacional
| Absoluta · Albania                                                                                               | 2019          | — | — | 1 | 0 | — | — | 1 | 0 |
| Absoluta · Albania                                                                                               | 2020          | — | — | 2 | 0 | — | — | 2 | 0 |
| Absoluta · Albania                                                                                               | 2021          | 2 | 0 | 1 | 0 | — | — | 3 | 0 |
| Total carrera | Total carrera | 2 | 0 | 4 | 0 | 0 | 0 | 6 | 0 |
| (1) Incluye los partidos de clasificación para la Eurocopa y el Mundial, Eurocopa y Liga de Naciones de la UEFA. |               |   |   |   |   |   |   |   |   |

### Resumen estadístico
|                       | Partidos | Goles |
| --------------------- | -------- | ----- |
| Liga                  | 64       | 2     |
| Copas nacionales      | 5        | 1     |
| Copas internacionales | 15       | 1     |
| Selección de Albania  | 14       | 0     |
| Total                 | 98       | 4     |

## Palmarés

### Títulos internacionales
| Título                             | Club       | Sede   | Año  |
| ---------------------------------- | ---------- | ------ | ---- |
| Liga Europa Conferencia de la UEFA | A. S. Roma | Tirana | 2022 |